# Comatose
Comatose je šesté studiové album americké křesťanské rockové skupiny Skillet. Album vyšlo 3. října roku 2006.

## Seznam skladeb
Autorem všech skladeb je John Cooper.
| Pořadí         | Název                    | Délka |
| -------------- | ------------------------ | ----- |
| 1.             | Rebirthing               | 3:53  |
| 2.             | The Last Night           | 3:32  |
| 3.             | Yours to Hold            | 3:42  |
| 4.             | Better than Drugs        | 3:57  |
| 5.             | Comatose                 | 3:50  |
| 6.             | The Older I Get          | 3:38  |
| 7.             | Those Nights             | 3:46  |
| 8.             | Falling Inside the Black | 3:30  |
| 9.             | Say Goodbye              | 4:16  |
| 10.            | Whispers in the Dark     | 3:24  |
| 11.            | Looking for Angels       | 4:31  |
| Celková délka: | Celková délka:           | 41:33 |

## Sestava

#### Skillet
- John Cooper – zpěv, basová kytara
- Korey Cooper – klávesy, akustický klavír, kytara, zpěv
- Lori Peters – bicí
- Ben Kasica – kytary

#### Ostatní hudebníci
- Brian Howes – další kytary, další vokály
- Paul Buckmaster – smyčcové aranžmá a dirigent (1, 3)
- Suzie Katayama – řetězový dodavatel (1, 3)